# Jeffrey Dahmer – Szörnyeteg: A Jeffrey Dahmer-sztori
A  Jeffrey Dahmer – Szörnyeteg: A Jeffrey Dahmer-sztori (eredeti cím: Dahmer – Monster: The Jeffrey Dahmer Story) 2022-es amerikai életrajzi drámasorozat, amelyet Ryan Murphy és Ian Brennan alkotott. A főbb szerepekben Evan Peters, Richard Jenkins, Molly Ringwald, Niecy Nash és Michael Learned láthatók.
Az Amerikai Egyesült Államokban és Magyarországon is 2022. szeptember 21-én mutatta be a Netflix.

## Cselekmény
1991-ben Glenda Cleveland, Dahmer szomszédja panaszkodott neki, hogy a lakásából kellemetlen szag és gyakori sikolyok szűrődnek ki. Annak ellenére, hogy a férfi megnyugtatta, hogy a szag csak romlott hús, Cleveland továbbra is óvatos volt vele szemben. Cleveland már hónapok óta panaszkodott a rendőrségen az aggodalmairól, de azok nem reagáltak. Egy melegbárban Dahmer találkozott Tracy Edwards-szal, és meghívta egy italra a lakásába. Hogy megakadályozza a távozását, Dahmer megbilincselte Edwardsot, és késsel fenyegette meg. Edwards megpróbálta elterelni Dahmer figyelmét azzal, hogy erotikus tánccal csábította el. Hamarosan, miközben Dahmer és Edwards együtt feküdtek Dahmer ágyán, Dahmer megérintette Edwards mellkasát, és azt állította, hogy megeszi a szívét. Edwardsnak rémülten, néhány sikertelen kísérlet után sikerült megszöknie Dahmer lakásából. A rendőrséggel találkozott, és ők elvitték Edwardsot Dahmer lakásába, hogy megtalálják a bilincsek kulcsait. Amikor megérkeztek, a zsaruk átkutatták Dahmer fiókját, miután azt mondta, hogy a kulcsok ott vannak. Távozni készültek, mígnem szörnyűséges polaroidokat fedeztek fel, amelyeken feldarabolt és megcsonkított holttestek voltak láthatóak. A rendőrök letartóztatták Dahmert, és miközben megbilincselték, azt mondta: "Amiért ezt tettem, halottnak kellene lennem".
Dahmer gyermekkorában szülei elhanyagolták őt. Apja, Lionel gyakran utazott a munkája miatt, és gyakran vitatkozott Dahmer biológiai anyjával, Joyce-szal, aki drogfüggő volt és depresszióban szenvedett, gyakran kísérelt meg öngyilkosságot. Amikor Dahmer négyéves volt, kettős sérvműtéten esett át, ami miatt depressziós és szociálisan visszahúzódó lett. Kiskamaszként Dahmer apja megtanította neki, hogyan boncoljon fel elhunyt állatokat, ami érdekelte őt. A középiskolában Dahmer hazahozta az órán felboncolt döglött állatokat, és maszturbált rájuk. Dahmer serdülőkorában szülei elváltak. Anyja elköltözött, és alig tartotta vele a kapcsolatot. Lionel később újra megnősült; új felesége, Shari, Dahmer mostohaanyja lett.
Dahmer az Ohiói Állami Egyetemre járt, de alkoholizmusa és az azt követő rossz jegyei miatt kicsapták. Apja ezután beíratta Dahmert a hadseregbe, de az ivás miatt leszerelték. Ezt követően Lionel a nagymamájához költözött. Ez idő alatt Dahmer átmenetileg flebotomikusként dolgozott, és lenyelte a páciensei vérmintáit. Szexelt egy próbababával is, és egy férfi később rendőrségi feljelentést tett, azt állítva, hogy Dahmer megrészegítette a teáját, amíg Dahmer nagymamájánál volt. Miután a nő pincéjében kellemetlen szag keletkezett, ami állítása szerint csak útszéli állatoktól származott, Dahmer nagyanyja kidobta őt. Következő lakhelyén Dahmer folytatta azt a mintát, hogy áldozatait bedrogozta, megölte, majd feldarabolta, és időnként megette a szerveiket.
1978-ban, 18 évesen Dahmer elkövette első gyilkosságát, miközben gyermekkori otthonában, az ohiói Bath Townshipben élt. Kilenc évnek kellett eltelnie ahhoz, hogy újra gyilkoljon. 1987 és 1991 között Milwaukee-ban további 16 gyilkosságot követett el. Számos gyilkossághoz kannibalizmus, valamint nekrofília is társult. 1994-ben Dahmert egy börtöntársa agyonverte.

## Szereplők

### Főszereplők
| Szereplő                             | Színész                 | Magyar hang           |
| ------------------------------------ | ----------------------- | --------------------- |
| Jeffrey Dahmer                       | Evan Peters             | Gacsal Ádám           |
| Jeffrey Dahmer                       | Nick A. Fisher (gyerek) | Holló-Zsadányi Norman |
| Lionel Dahmer, Jeffrey apja          | Richard Jenkins         | Barbinek Péter        |
| Lionel Dahmer, Jeffrey apja          | Josh Braaten (fiatal)   | Hamvas Dániel         |
| Shari Dahmer, Jeffrey mostohaanyja   | Molly Ringwald          | Ligeti Kovács Judit   |
| Glenda Cleveland, Jeffrey szomszédja | Niecy Nash              | Fullajtár Andrea      |
| Catherine Dahmer, Jeffrey nagyanyja  | Michael Learned         | Pásztor Erzsi         |

### Mellékszereplők
| Szereplő               | Színész                 | Magyar hang     | Leírás                                                                              |
| ---------------------- | ----------------------- | --------------- | ----------------------------------------------------------------------------------- |
| Joyce Dahmer           | Penelope Ann Miller     | Orosz Helga     | Jeffrey bántalmazó és mentálisan instabil édesanyja, valamint Lionel első felesége. |
| Joyce Dahmer           | Savannah Brown (fiatal) | Kis-Kovács Luca | Jeffrey bántalmazó és mentálisan instabil édesanyja, valamint Lionel első felesége. |
| Sandra Smith           | Dia Nash                | Engel-Iván Lili | Glenda lánya.                                                                       |
| Jesse Jackson          | Nigel Gibbs             | Bognár Tamás    | Amerikai polgárjogi aktivista, politikus és felszentelt baptista lelkész.           |
| Dennis Murphy nyomozó  | Michael Beach           | Zöld Csaba      | A Dahmer-ügy vezető nyomozói.                                                       |
| Patrick Kennedy        | Colby French            | Gáspár Tibor    | A Dahmer-ügy vezető nyomozói.                                                       |
| Joseph Gabrish         | Matthew Alan            | Bozsó Péter     | Rendőrök, aki reagáltak a Konerak Sinthasomphone-ügyre.                             |
| John Balcerzak         | Scott Michael Morgan    | Kapácsy Miklós  | Rendőrök, aki reagáltak a Konerak Sinthasomphone-ügyre.                             |
| Arreola                | David Barrera           | Renácz Zoltán   | Milwaukee rendőrfőnöke.                                                             |
| Tracy Edwards          | Shaun J. Brown          | Stern Dániel    | Jeffrey tervezett áldozatai.                                                        |
| Ronald Flowers         | Dyllón Burnside         | Hajdu Tibor     | Jeffrey tervezett áldozatai.                                                        |
| Dean Vaughn            | Brandon Black           | Penke Bence     | Jeffrey tervezett áldozatai.                                                        |
| Tony Hughes            | Rodney Burford          | Nem szólal meg  | Siket, modellnek készülő fiatal, aki Jeffrey tizenkettedik áldozata.                |
| Konerak Sinthasomphone | Kieran Tamondong        | Kretz Boldizsár | Laoszi fiú, aki Jeffrey tizenharmadik áldozata.                                     |
| Shirley Hughes         | Karen Malina White      | Németh Kriszta  | Tony Hughes édesanyja.                                                              |

### Magyar változat
- Magyar szöveg: Egressy G. Tamás
- Hangmérnök: Illés Gergely
- Vágó: Zsilvölgyi Levente
- Gyártásvezető: Fehér József
- Szinkronrendező: Szalay Éva

A szinkront a Mafilm Audio Kft. készítette.

## Epizódok
| Sor. | Év. | Cím                                                                       | Rendező        | Író                                                      | Premier              |
| --- | --- | ------------------------------------------------------------------------- | -------------- | -------------------------------------------------------- | -------------------- |
| 1. | 1.  | Első epizód (Bad Meat)                                                    | Carl Franklin  | Ryan Murphy és Ian Brennan                               | 2022. szeptember 21. |
| 1991-ben Glenda Cleveland, aki a Milwaukee-i lakásban él Jeffrey Dahmer szomszédjaként, aggódni kezd a közös szellőzőn átszűrődő zajok és szagok miatt. Dahmer egy bárban megpróbálja elcsábítani következő lehetséges áldozatát, Tracy Edwardsot, és hazaviszi, de Tracynek sikerül megszöknie és megállítania a rendőröket. Dahmert letartóztatják, és borzalmas felfedezéseket tesznek a lakásában. |     |                                                                           |                |                                                          |                      |
| 2. | 2.  | Kérlek, ne menj el! (Please Don't Go)                                     | Clement Virgo  | Ryan Murphy és Ian Brennan                               | 2022. szeptember 21. |
| Dahmer gyermekkorában és kamaszkorában a drogfüggő anyjával, Joyce-szal és gyakran távollévő apjával, Lionellel él. A fiú egyre nagyobb érdeklődést mutat a halott állatok boncolása iránt, apja bátorításával. 1991-ben a felnőtt Dahmer alkoholt vásárol a 14 éves Konerak Sinthasomphone-nak, majd azzal a kifogással viszi fel a lakására, hogy fizetni fog neki illetlen fényképekért. Dahmer elkábítja a fiút, majd egy fúrógéppel kísérletezik rajta, lyukat fúrva a koponyájába. Miközben Dahmer kimegy, hogy több alkoholt vegyen, az elkábult Konerak magához tér és megpróbál elmenekülni, de csak a lépcsőházig jut, ahol Glenda és lánya rátalálnak. Glenda aggódik a fiú kora miatt, ezért hívja a rendőrséget, de a kiérkező járőrök elhiszik Dahmer állítását, miszerint Konerak felnőtt és a barátja, aki egyszerűen túl sokat ivott. A rendőrök visszakísérik Konerakot Dahmer lakásába, majd távoznak. Miután magukra hagyják őket, Dahmer megöli a fiút. A stáblista alatt egy valódi 1991-es hangfelvétel hallható, amelyben Glenda és egy Milwaukee-i rendőr Konerakról beszélgetnek. |     |                                                                           |                |                                                          |                      |
| 3. | 3.  | Dahmerezés (Doin' A Dahmer)                                               | Clement Virgo  | Ryan Murphy és Ian Brennan                               | 2022. szeptember 21. |
| Az 1977–78-as tanévben, végzős középiskolásként, Dahmer továbbra is érdeklődik az állatok boncolása iránt, miközben teljesen tudatára ébred saját vonzalmának a férfiak iránt. Miután szülei elválnak, apja, Lionel, új barátnőjéhez, Sharihoz költözik, nem sokkal később pedig anyja, Joyce is elköltözik Jeffrey öccsével, Daviddel. Dahmer egyedül marad a családi házban, ahol teljesen magára van utalva. Egyre többet iszik, súlyzózni kezd, és arról fantáziál, hogy legyen egy férfi társa a házban. Később felvesz egy stoppos fiút, Steven Hickset, akit meghív sörözni és edzeni. Amikor Steven visszautasítja Dahmer szexuális közeledését, Dahmer egy súlyzóval fejbe üti, majd megfojtja. Később két rendőr megállítja, amikor látják, hogy kocsija össze-vissza kanyarog az úton, de figyelmeztetéssel elengedik, annak ellenére, hogy több szemeteszsákot látnak az autó hátsó ülésén. Dahmer végül megsemmisíti Hicks csontjait, és a hamvakat szétszórja a családi birtokon. |     |                                                                           |                |                                                          |                      |
| 4. | 4.  | A jófiú doboz (The Good Boy Box)                                          | Jennifer Lynch | Ryan Murphy és Ian Brennan                               | 2022. szeptember 21. |
| Lionel és Shari három hónap után visszatérnek a Dahmer rezidenciára, meglepődve tapasztalják, hogy Joyce elköltözött, és felfedezik Jeff alkoholproblémáit. Jeff megpróbál beszélni apjával a gyilkos gondolatairól, de Lionel félbeszakítja, mivel azt tervezi, hogy beíratja őt az Ohio Állami Egyetemre. Az egyetemen Dahmert kizárják a rendszeres hiányzásai miatt, ezért apja egy újabb kísérletet tesz élete rendbetételére, és beíratja a hadseregbe. 1981-ben azonban Dahmert tiszteletbeli elbocsátásban részesítik alkoholproblémái miatt. Lionel ezután a nagyanyjához, Catherine-hez küldi őt lakni. Catherine javaslatára Dahmer ellátogat egy állami vásárra, ahol lerészegedik és illetlen magatartás miatt letartóztatják. Később állást vállal egy vérvételi laborban, ahol vértasakokat lop és azokból iszik. Hamarosan elkezd látogatni egy meleg fürdőházat, de onnan is kitiltják, mert italokba drogot tesz. 1987-ben Dahmer egy hotelszobában véletlenül saját magát is elkábítja Steven Tuomival együtt. Másnap reggel arra ébred, hogy megölte őt. A holttestet Catherine házába viszi, ahol a pincében feldarabolja. Az áldozat fejét egy zacskóba zárja, majd elhelyezi egy zárható dobozban, amelyet Catherine-től kapott. |     |                                                                           |                |                                                          |                      |
| 5. | 5.  | A kezükhöz tapadó vér (Blood On Their Hands)                              | Jennifer Lynch | Ian Brennan                                              | 2022. szeptember 21. |
| 1987-ben Dahmer munkát vállal egy csokoládégyárban. Ekkor már tudatosan keres áldozatokat gyilkos szándékkal, és kialakul nála egy ismétlődő mintázat: férfiakat visz Catherine házába, elkábítja, majd megfojtja őket, végül a pincében feldarabolja a holttesteket. A pince szörnyű szaga miatt Catherine és Lionel szembesítik Dahmert. Amikor azt állítja, hogy a bűzt a preparálási hobbijával kapcsolatos munkálatok okozzák, Lionel dühösen szidja őt, amiért nem takarít megfelelően utána. Dahmer ekkor megígéri, hogy felhagy ezzel a tevékenységgel. Később Dahmer meghívja Ronald Flowers Jr.-t, egy férfit, akinek lerobbant az autója, Catherine házába, hogy elkábítsa és megölje. Miután Flowers eszméletét veszti a nappaliban, Catherine rátalál és kényszeríti Dahmert, hogy tegye fel a férfit egy buszra. Flowers később bejelenti az esetet a rendőrségen, és Dahmert kikérdezik, de a hatóságok nem találnak elegendő bizonyítékot a letartóztatásához. Végül Dahmert letartóztatják, miután egy újabb áldozata, Somsack Sinthasomphone – Konerak Sinthasomphone bátyja – elmenekül tőle. A bíróság bűnösnek találja szexuális zaklatás vádjában, és börtönbüntetésre ítélik. Lionel levelet ír a bírónak, kérve, hogy fiát alkohol-elvonó kezelésre küldjék, de kérvényét figyelmen kívül hagyják, és Dahmert egy év múlva szabadlábra helyezik. |     |                                                                           |                |                                                          |                      |
| 6. | 6.  | Néma csendben (Silenced)                                                  | Paris Barclay  | David McMillan és Janet Mock                             | 2022. szeptember 21. |
| 1991-ben Tony Hughes siketsége ellenére is igyekszik önálló életet élni. Állást szerez Madisonban, de hétvégente visszatér Milwaukee-ba, hogy a családjával tölthesse az időt. Egyik hétvégi estén egy bárban táncol, ahol Dahmer felfigyel rá. Dahmer először meg akarja drogizni Tony italát, de végül meggondolja magát. A két férfi beszélget, és megkedvelik egymást, majd a következő hétvégén újra találkoznak. Dahmer meghívja Tonyt a lakásába, ahol ismét fontolóra veszi, hogy elkábítja őt, de ellenáll a kísértésnek. Az éjszakát együtt töltik, és másnap reggel Tony közli, hogy el kell indulnia dolgozni. Dahmer elővesz egy kalapácsot, de végül hagyja elmenni. Azonban amikor Tony visszatér a lakásba a kulcsaiért, Dahmer megöli őt a kalapáccsal. Tony édesanyja, Shirley felhívja a rendőrséget, miután fia nem jelentkezik és kihagyja a munkát. A hatóságok látszólag semmit sem tesznek az ügyben, ezért Shirley „eltűnt személy” plakátokat kezd kiragasztani Milwaukee-szerte. Miközben ezt teszi, észreveszi, hogy a melegbárok közelében rengeteg hasonló eltűnésről szóló felhívás található. Tony meggyilkolása után Dahmer egy darab húst – valószínűleg emberi húst – készít elő, megsüti és elfogyasztja. |     |                                                                           |                |                                                          |                      |
| 7. | 7.  | Cassandra (Cassandra)                                                     | Jennifer Lynch | Ian Brennan, Janet Mock és David McMillan                | 2022. szeptember 21. |
| Miután Dahmert letartóztatják, és áldozatainak története nyilvánosságra kerül, a közvélemény – különösen az áldozatok családjai – felháborodik a rendőrség mulasztásai miatt, különösen Glenda az, aki a leginkább feldúlt. Őt különösen Konerak meggyilkolása rázza meg, akinek korábban megpróbált segíteni, mielőtt a rendőrök visszakísérték volna Dahmer lakásába. Glendát mélyen traumatizálta, hogy hónapokon keresztül hallotta a Dahmer lakásából kiszűrődő zajokat – sikolyokat és szerszámgépek hangját. Dahmer lakását veszélyesnek minősítik a testek feloldásához használt vegyszerek miatt, így az épület lakóit evakuálják, és Glendának egy motelszobában kell meghúznia magát. Jesse Jackson érdeklődni kezd az ügy iránt, különösen mivel az áldozatok nagy része fekete vagy barna bőrű. Találkozik Glendával, aki elmondja neki mindazt, amit átélt – többek között azt is, amikor egy feldúlt Dahmer egy szendvicset adott neki, amely emberi maradványokat is tartalmazhatott. Jackson felháborodva megfogadja, hogy felelősségre vonja a milwaukee-i rendőrséget a súlyos mulasztásokért. |     |                                                                           |                |                                                          |                      |
| 8. | 8.  | Lionel (Lionel)                                                           | Gregg Araki    | Ian Brennan és David McMillan                            | 2022. szeptember 21. |
| Lionel megdöbbenve fogadja fia, Dahmer tetteit. Feleségével együtt próbálja feldolgozni a traumát, miközben hol magát, hol Joyce-t hibáztatja a történtekért. Jesse Jackson továbbra is az áldozatok családjainak érdekeit képviseli. Az a két rendőr, akiket Konerak ügyében felfüggesztettek, visszakapják állásukat, ami újabb felháborodást szül. Dahmer bíróság elé kerül, miután elutasítják az elmebetegségre hivatkozó védekezését. Miután 15 életfogytiglani börtönbüntetésre ítélik, és az áldozatok hozzátartozói is elmondják nyilatkozataikat, Dahmer is kap lehetőséget a megszólalásra. Azt mondja, tudja, hogy mentálisan beteg, és bocsánatot kér a családoktól. Lionel számára gyógyító erejű, hogy könyvet ír arról, milyen volt Jeffrey apjának lenni. |     |                                                                           |                |                                                          |                      |
| 9. | 9.  | A mumus (The Bogeyman)                                                    | Jennifer Lynch | Ian Brennan, David McMillan és Reilly Smith              | 2022. szeptember 21. |
| Dahmer áldozatainak családtagjai gyásszal, félelemmel, álmatlansággal és rémálmokkal küzdenek. Joe Zilber ügyvéd ráveszi Shirleyt, hogy perelje be Lionelt a könyve nyeresége miatt, majd 14 millió dolláros keresetet nyújt be Milwaukee városa ellen az áldozatok családjai nevében. Lionel megtudja, hogy könyvének minden nyeresége az áldozatok családjait illeti majd. A börtönben Dahmer „rajongói leveleket” kezd kapni, sokan pénzt küldenek neki aláírt tárgyakért cserébe. Dahmer eleget tesz ezeknek a kéréseknek, és visszaküldi a kért dolgokat. Joe, felháborodva azon, hogy emberek profitálni akarnak a Dahmer lakásából eltávolított tárgyak eladásából, kétszeres árat ajánl a kereskedőknek. Ezután az általa kifizetett összegből minden áldozat családjának részesedést ad, majd kijelenti, hogy az összes megszerzett tárgyat meg fogják semmisíteni. |     |                                                                           |                |                                                          |                      |
| 10. | 10. | Megbocsátó Isten, bosszúálló Isten (God of Forgiveness, God of Vengeance) | Paris Barclay  | Ian Brennan, David McMillan, Reilly Smith és Todd Kubrak | 2022. szeptember 21. |
| Miután részt vesz egy börtönbeli istentiszteleten, Dahmer kéri, hogy megkereszteljék – nagyjából ugyanabban az időben, amikor John Wayne Gacy-t kivégzik. A 14 millió dolláros keresetet végül peren kívül rendezik kevesebb mint 900 000 dollárért. Egy Christopher Scarver nevű rab egy fémrúddal meggyilkolja Dahmert és egy másik fogvatartottat, Jesse Andersont, azt állítva, hogy Isten parancsolta neki a gyilkosságot. Dahmer kérésére testét elhamvasztják, temetést nem tartanak, azonban agyát tudományos kutatás céljából megőrzik. Lionel ragaszkodik hozzá, hogy az agyat is semmisítsék meg, míg Joyce azt szeretné, ha tudományos vizsgálatok tárgya lenne. Lionel elmagyarázza, hogy ő és az áldozatok családjai lezárást szeretnének, amit csak hátráltatna, ha az agyat megtartanák. A bíró Lionel javára dönt, és az agyat is elhamvasztják. A Milwaukee-i lakosok figyelik, ahogy az Oxford Apartmanházakat lebontják. Glenda egy városi tisztviselővel találkozik, hogy szorgalmazza az áldozatok emlékére létesítendő emlékhely létrehozását az egykori épület helyén, de figyelmeztetik, hogy ez hosszú folyamat lesz. A záróképsorokban megjelennek Dahmer áldozatainak fotói és nevei, valamint a felirat, miszerint a mai napig nem készült el az emlékhely.                                                                                 |     |                                                                           |                |                                                          |                      |